# 35 Leukothea
35 Leukothea (in italiano 35 Leucotea) è un grande e scuro asteroide della fascia principale.
Fu scoperto da Karl Theodor Robert Luther il 19 aprile 1855 dall'osservatorio di Düsseldorf in Germania, di cui era direttore dal 1851. Fu battezzato così in onore di Leucotea, una dea del mare della mitologia greca.
Al momento della scoperta dei primi asteroidi furono proposti dei simboli astronomici identificativi. Per Leukothea il simbolo adottato fu il seguente: .